# Tripogon narayanae
Tripogon narayanae là một loài thực vật có hoa trong họ Hòa thảo. Loài này được Sreek., V.J.Nair & N.C.Nair miêu tả khoa học đầu tiên năm 1983.